# Alfabeto persa
El alfabeto persa, en persa: الفبای فارسی‎, romanizado: Alefbâye fârsi, es una versión expandida del alfabeto árabe adaptada al idioma persa usada en Irán (farsi) y Afganistán (darí) pero que también fue sucesivamente adaptada a otros idiomas asiáticos creando otras escrituras, como el alfabeto urdu o el alfabeto otomano. Sin embargo, el persa en Tayikistán se escribe con el cirílico.
El alfabeto persa actual se remonta a la conquista musulmana de Persia y caída del Imperio sasánida en el siglo VII, cuando el árabe se convirtió en el idioma de gobierno, de la cultura y especialmente de la religión por dos siglos. La sustitución de la anterior escritura pahlaví por el alfabeto persa para escribir su idioma, se llevó a cabo durante la dinastía saffarí y el Imperio samánida en el Gran Jorasán del siglo IX.

## Letras
La siguiente tabla presenta la transcripción de las letras con el sistema basado en la transcripción semítica del árabe. Muchas letras tienen igual sonido que otras, ya que la fonética del persa es muy diferente a la del árabe, sin embargo todas se utilizan de forma diferente para formar palabras.
|    | Aislada | Final | Media | Inicial | Nombre             | Transliteración | AFI              | Lenguaje corriente               |
| -- | ------- | ----- | ----- | ------- | ------------------ | --------------- | ---------------- | -------------------------------- |
| 1  | ﺍ       | ﺎ     | —     | —       | alef               | â               | /ɒː, a, e, o, ʔ/ | a                                |
| 2  | ﺏ       | ﺐ     | ﺒ     | ﺑ       | be                 | b               | /b/              | b                                |
| 3  | پ       | پ     | ﭘ     | ﭘ       | pe                 | p               | /p/ [ph]         | p                                |
| 4  | ﺕ       | ﺖ     | ﺘ     | ﺗ       | te                 | t               | /t/ [th]         | t                                |
| 5  | ﺙ       | ﺚ     | ﺜ     | ﺛ       | s̱e                 | s̱               | /s/              | s, igual que ﺱ sin               |
| 6  | ﺝ       | ﺞ     | ﺠ     | ﺟ       | jim                | j               | /ʤ/              | inglés «jump»                    |
| 7  | چ       | ﭻ     | ﭼ     | ﭼ       | če                 | č               | /ʧ/ [ʧh]         | ch                               |
| 8  | ﺡ       | ﺢ     | ﺤ     | ﺣ       | ḥe jimi            | ḥ               | /h/ [h, ɦ]       | h                                |
| 9  | ﺥ       | ﺦ     | ﺨ     | ﺧ       | xe                 | x               | /x/ [χ]          | castellano «jamón»               |
| 10 | ﺩ       | ﺪ     | —     | —       | dâl                | d               | /d/              | d                                |
| 11 | ﺫ       | ﺬ     | —     | —       | ẕâl                | ẕ               | /z/              | igual que ﺫ zâl                  |
| 12 | ﺭ       | ﺮ     | —     | —       | re                 | r               | /r/ [ɾ]          | como «rosa»                      |
| 13 | ﺯ       | ﺰ     | —     | —       | ze                 | z               | /z/              | francés o inglés «zoo»           |
| 14 | ژ       | ژ     | —     | —       | že                 | ž               | /ʒ/              | francés «jour», rioplatense «yo» |
| 15 | ﺱ       | ﺲ     | ﺴ     | ﺳ       | sin                | s               | /s/              | s                                |
| 16 | ﺵ       | ﺶ     | ﺸ     | ﺷ       | šin                | š               | /ʃ/              | sh                               |
| 17 | ﺹ       | ﺺ     | ﺼ     | ﺻ       | ṣâd                | ṣ               | /s/              | igual que ﺱ sin                  |
| 18 | ﺽ       | ﺾ     | ﻀ     | ﺿ       | żâd                | ż               | /z/              | igual que ﺫ zâl                  |
| 19 | ﻁ       | ﻂ     | ﻄ     | ﻃ       | ṭâ                 | ṭ               | /t/ [th]         | igual que ﺕ te                   |
| 20 | ﻅ       | ﻆ     | ﻈ     | ﻇ       | ẓâ                 | ẓ               | /z/              | igual que ﺫ zâl                  |
| 21 | ﻉ       | ﻊ     | ﻌ     | ﻋ       | ʿayn               | ʿ               | /ʔ/ [ʔ, Vˁ]      | a, e                             |
| 22 | ﻍ       | ﻎ     | ﻐ     | ﻏ       | ġeyn               | ġ               | /q/ [ɢ, ɣ]       | igual que ﻕ qâf                  |
| 23 | ﻑ       | ﻒ     | ﻔ     | ﻓ       | fe                 | f               | /f/              | f                                |
| 24 | ﻕ       | ﻖ     | ﻘ     | ﻗ       | qâf                | q               | /q/ [ɢ, ɣ]       | como «amigo» o más fuerte        |
| 25 | ک       | ﮏ     | ﻜ     | ﻛ       | kâf                | k               | /k/ [kh, ch]     | k                                |
| 26 | گ       | ﮓ     | ﮕ     | ﮔ       | gâf                | g               | /g/ [g, ɟ]       | como «gato»                      |
| 27 | ﻝ       | ﻞ     | ﻠ     | ﻟ       | lâm                | l               | /l/              | l                                |
| 28 | ﻡ       | ﻢ     | ﻤ     | ﻣ       | mim                | m               | /m/              | m                                |
| 29 | ﻥ       | ﻦ     | ﻨ     | ﻧ       | nun                | n               | /n/              | n                                |
| 30 | و       | و     | —     | —       | vâv                | v, u, w         | /v, u, w/        | inglés «view» y como u           |
| 31 | ﻩ       | ﻪ     | ﻬ     | ﻫ       | he (hā-ye do-češm) | h               | /h/ [h, ɦ]       | h aspirada                       |
| 32 | ﻯ       | ﻲ     | ﻴ     | ﻳ       | ye                 | i, y            | /iː, j/          | i, y                             |

Históricamente, en el persa moderno temprano existía una letra para el sonido de la fricativa bilabial sonora /β/. Esta letra fue abandonada ya que este sonido se convirtió en el sonido /b/ moderno; por ejemplo, la forma arcaica زڤان /zaβān/ > زبان /zæbɒːn/ 'idioma'.
| Aislada | Final | Media | Inicial | Nombre | AFI |
| ------- | ----- | ----- | ------- | ------ | --- |
| ڤ       | ـڤ    | ـڤـ   | ڤـ      | βe     | /β/ |

## Otros caracteres

### Letras adicionales
Las cuatro letras adicionales que no están en el árabe son:
| Letra | Nombre | Transliteración | Transcripción |
| پ     | pe     | p               | p             |
| چ     | ce     | c               | ʧ             |
| ژ     | že     | ž               | ʒ             |
| گ     | gâf    | g               | g             |

### Grafías particulares
Las letras siguientes, no son nuevas pero se escriben diferente, incluyendo la ligadura lâm-alef.
| Aislada | Inicial | Media | Final | Nombre                   | Transliteración | AFI     |
| ------- | ------- | ----- | ----- | ------------------------ | --------------- | ------- |
| ﺁ       | —       | —     | ﺂ     | alef madde/alef bâ kolâh | ’â              | /ʔɒː/   |
| ﺓ       | —       | —     | ﺔ     | tâ’ marbuta              | h, t, Ø, h, ẗ   | /a, at/ |
| ﻻ       | —       | —     | ﻼ     | lâm ’alef                | lâ              | /lɒː/   |

Aunque a primera vista parecen similares, existen muchas diferencias en cómo los diferentes idiomas usan el alfabeto.
Por ejemplo, palabras similares se escriben de manera diferente en persa y en árabe, ya que no se usan de la misma manera.

### Dígitos
Las cifras cuatro, cinco y seis tienen formas distintas que en los números arábigos orientales. En el sistema Unicode todas tienen diferentes códigos.
| Cifra | Persa | Unicode | Árabe | Unicode |
| ----- | ----- | ------- | ----- | ------- |
| 0     | ۰     | U+06F0  | ٠     | U+0660  |
| 1     | ۱     | U+06F1  | ١     | U+0661  |
| 2     | ۲     | U+06F2  | ٢     | U+0662  |
| 3     | ۳     | U+06F3  | ٣     | U+0663  |
| 4     | ۴     | U+06F4  | ٤     | U+0664  |
| 5     | ۵     | U+06F5  | ٥     | U+0665  |
| 6     | ۶     | U+06F6  | ٦     | U+0666  |
| 7     | ۷     | U+06F7  | ٧     | U+0667  |
| 8     | ۸     | U+06F8  | ٨     | U+0668  |
| 9     | ۹     | U+06F9  | ٩     | U+0669  |